# Abaffy Béla
Abaffy Béla Lajos Károly (Szentes, 1875. november 9. – Makó, 1918. október 31.) magyar pedagógus, irodalomtörténész. A makói városi képviselő és az evangélikus egyháztanács főjegyzője volt. A Délmagyarországi Közművelődési Egyesület (DMKE) tagja.

## Életpályája
Általános és középiskolai tanulmányait szülővárosában végezte el; 1894-ben érettségizett. 1897–1899 között a makói magyar királyi állami főgimnázium helyettes tanára, 1899–1918 között rendes tanára volt. 1898-ban a budapesti tudományegyetemen – Eötvös-kollégistaként – magyar nyelv és irodalom-latin nyelv és irodalom szakos középiskolai tanári oklevelet kapott. 1910–1914 között az Irodalmi segédkönyvek szerkesztője volt. 1912-től a Magyar Irodalomtörténeti Társaság tagja volt.
Irodalomtörténészként a reformkor és Jókai Mór (1825–1904) munkásságával foglalkozott. Több irodalmi segédkönyvet és munkafüzetet írt és szerkesztett. Makón együtt tanított Juhász Gyulával (1913–1917).
Sírja a makói evangélikus temetőben található.

## Magánélete
Szülei: Abaffy László és Mátéffy Júlia voltak. Felesége: Háry Zsuzsanna (?-1939) volt. Fia; Abaffy László (1906–1975) újságíró, író, műfordító, illetve Abaffy Béla és Abaffy Károly; leánya: Abaffy Etelka.

## Művei
- Pályaválasztás előtt álló tanítványaink tájékoztatása (Gyakorlati Paedagogia, 1907)
- Az Aeneis olvastatása a VII. osztályban (Az Országos Középiskolai Tanáregylet Közlönye, 1909)
- Jókai Mór: A nagyenyedi két fűzfa. – A peregrinus. Magyarázta: Abaffy Béla (Irodalmi segédkönyvek. 1–2. Szeged, 1911)
- Jókai Mór: Az új földesúr. Magyarázta: Abaffy Béal (Irodalmi segédkönyvek. 23. Szeged, 1914)